# 콤플리세스 알 레스카테
《콤플리세스 알 레스카테》(스페인어: Cómplices al rescate)은 2002년 방영된 멕시코의 텔레노벨라이다.